# 金刚王：死亡救赎
《金刚王：死亡救赎》（英語：The Wrath of Vajra）是2013年中国大陆动作片，导演罗永昌，编剧杨真鉴，主演释延能、刘承俊。

## 剧情
20世纪40年代，大日本帝国侵略中华民国，哈迪斯金刚神社势力伴随其深入中华民国，不少中国人被卖到大日本帝国本土训练成杀人机器，金刚王就是其中之一，因机缘巧合，他遇到南少林元祖师傅点化，成了一名爱国者，最终捣毁哈迪斯金刚神社。

## 演员
- 释延能 出演 金刚王，小时候和哥哥一起被卖到日本哈迪斯金刚神社，后来遇到南少林元祖师傅点化，最终捣毁哈迪斯金刚神社。
- 刘承俊 出演 苍生大介，冥神金刚、绝坛坛主，日本武士，哈迪斯金刚神社成员。
- 张雅玫 出演 天野枝子，哈迪斯金刚神社女记者。
- 南贤俊（英语；韩语） 出演 疯猿，魔尸金刚、伤坛坛主，哈迪斯金刚神社成员。
- 姜宝成 出演 铁穆雷，狱霸金刚、暴坛坛主，哈迪斯金刚神社成员。
- 刘永 出演 黄志强
- 游本昌 出演 元祖师傅，南少林和尚。
- 傅家缘 出演 清空
- 仓田保昭 出演 天野川雄
- 董彦麟 出演 拖尸人
- 池内博之 出演 白香宫亲王
- 王巍 出演 缅甸拳王

## 上映
2013年9月24日，该片在香港上映。
豆瓣评分5.4分。